# Halectinosoma neglectum
Halectinosoma neglectum är en kräftdjursart som först beskrevs av Georg Ossian Sars 1904.  Halectinosoma neglectum ingår i släktet Halectinosoma och familjen Ectinosomatidae. Arten är reproducerande i Sverige. Inga underarter finns listade i Catalogue of Life.